# 巴尼奥莱
巴尼奥莱（法語：Bagnolet，法語發音：[baɲɔlɛ] ⓘ），法国中北部城市，法兰西岛大区塞纳-圣但尼省的一个市镇，隶属于博比尼区，其市镇面积为2.57平方公里，2022年1月1日时人口数量为41,776人，在法国城市中排名第214位。
巴尼奥莱位于塞纳-圣但尼省西南部，其西侧与巴黎市区接壤，是巴黎近郊的一个卫星城，也是巴黎东部的一个交通枢纽，A3高速公路、地铁三号线和多条公交线路经过巴尼奥莱境内。

## 地名来源
根据塞纳-圣但尼省旅游局网站的论述，“Bagnolet”一名出自拉丁语单词“balneoletum”，意为“温泉”或“源泉”，可能与当地历史上浴场有关。
因翻译标准不同，“Bagnolet”在部分汉语资料中又被译为巴尼奥雷。

## 历史

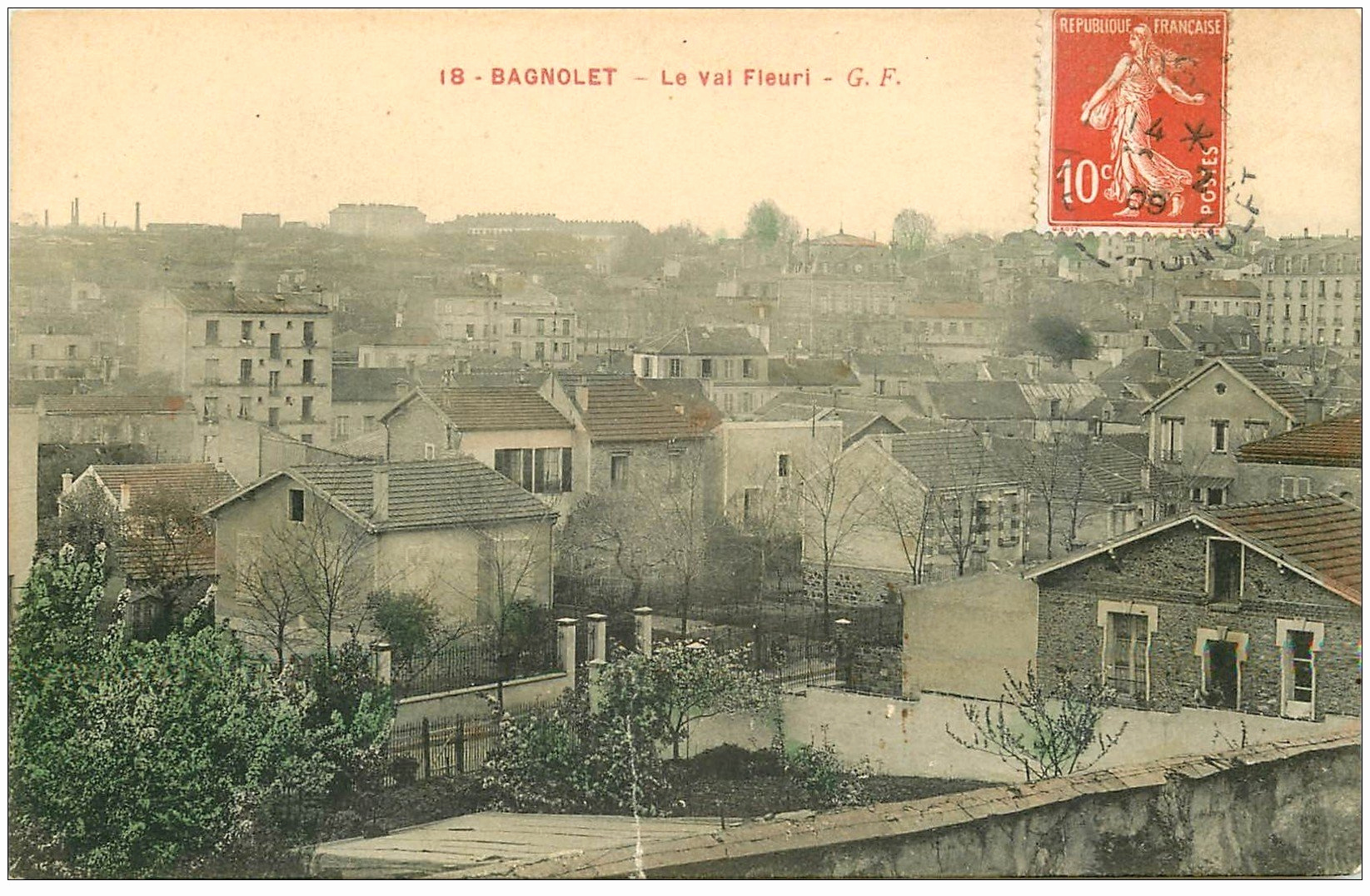
1909年的巴尼奥莱

巴尼奥勒的早期历史尚不清楚，尽管“巴尼奥莱”一名可能与罗马浴场有关，但当地未曾出土任何罗马时期的文物。1256年，巴尼奥莱为圣莫修道院的一处领地。14世纪时，巴尼奥莱境内建成的首个教堂。英法百年战争后期，法兰西国王查理七世在巴尼奥莱附近兴建了一处步兵营。法国大革命后，巴尼奥莱成为巴黎省（1801年更名为“塞纳省”）的一个市镇。1869年，原沙罗讷市镇被撤销，其部分区域被并入巴尼奥勒。1877年，巴尼奥克的部分区域被划出，与另外两个市镇的部分区域共同组建成为莱利拉新市镇。工业革命期间，随着巴黎的城市扩张，巴尼奥莱人口数量快速增加。自20世纪20年代以来，巴尼奥莱境内出现了多处集中式居民区。1969年，巴黎环城公路及巴尼奥莱门立交桥建成通车。1971年，巴黎地铁3号线东侧终点延伸至巴尼奥莱境内的加列尼站。

## 地理

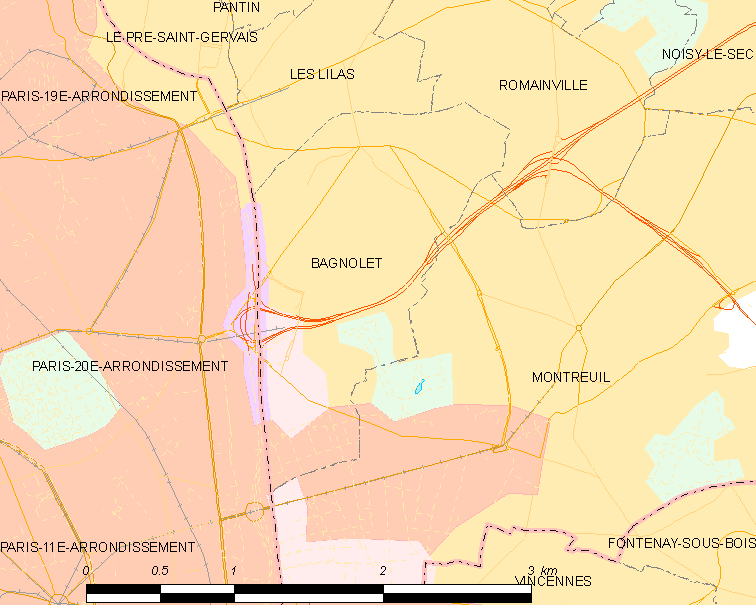
巴尼奥莱市镇范围地图

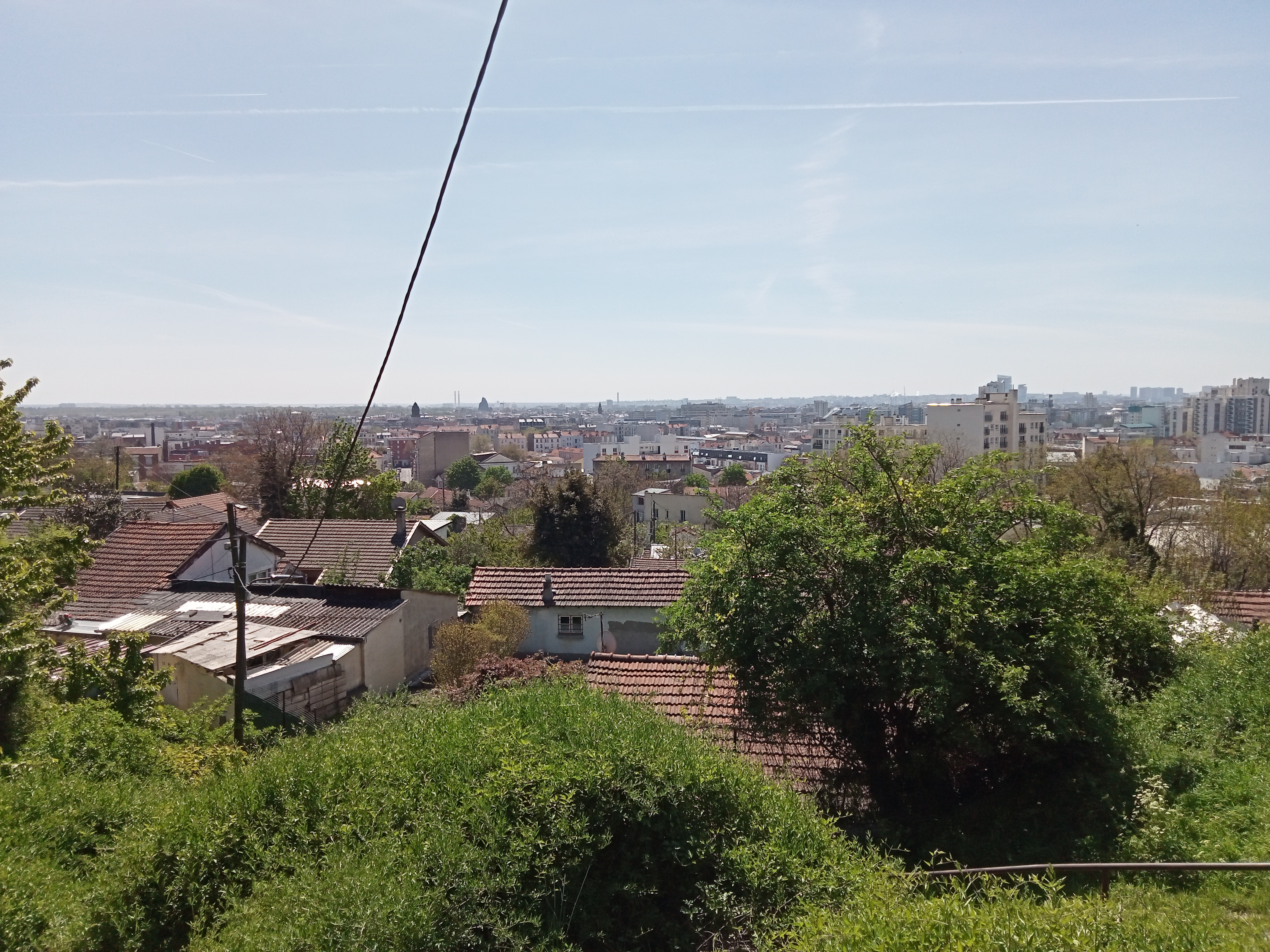
从巴尼奥莱南侧向北眺望市区

巴尼奥莱位于法国中北部，法兰西岛大区中北部和塞纳-圣但尼省西南部，距离省会博比尼大约7公里。与巴尼奥莱接壤的市镇包括：巴黎、蒙特勒伊、罗曼维尔、莱利拉。

### 地形
巴尼奥莱位于巴黎盆地腹地，境内以平原为主，市镇中心地势较为平坦，整体地势自西向东北有所抬升，全境海拔在57到119米之间。

### 水文
巴尼奥莱位于塞纳河流域范围内，其境内无大型天然地表径流及水域。

### 植被
巴尼奥莱属于温带阔叶混交林区，市区内的主要绿地公园包括若塞特-莫里斯·奥丹公园（Parc Josette et Maurice Audin）、施纳巴赫广场花园（Square Schnarbach）等，均常年免费向公众开放。让·穆兰-莱吉朗公园位于巴尼奥莱与蒙特勒伊交界处，总面积达26公顷，是一个省级公园，也是巴黎东部的一块重要城市绿地。
在鲜花城市的评比中，巴尼奥莱暂未被评级。

### 气候
巴尼奥莱在柯本气候分类法中属于温带海洋性气候。
距离巴尼奥莱最近的常年气象站位于蒙特勒伊境内，以下为该气象站的数据（其中日照数据取自巴黎蒙苏里公园）：
| 蒙特勒伊 1981年－2019年 | 蒙特勒伊 1981年－2019年 | 蒙特勒伊 1981年－2019年 | 蒙特勒伊 1981年－2019年 | 蒙特勒伊 1981年－2019年 | 蒙特勒伊 1981年－2019年 | 蒙特勒伊 1981年－2019年 | 蒙特勒伊 1981年－2019年 | 蒙特勒伊 1981年－2019年 | 蒙特勒伊 1981年－2019年 | 蒙特勒伊 1981年－2019年 | 蒙特勒伊 1981年－2019年 | 蒙特勒伊 1981年－2019年 | 蒙特勒伊 1981年－2019年 |
| 月份                    | 1月                     | 2月                     | 3月                     | 4月                     | 5月                     | 6月                     | 7月                     | 8月                     | 9月                     | 10月                    | 11月                    | 12月                    | 全年                    |
| ----------------------- | ----------------------- | ----------------------- | ----------------------- | ----------------------- | ----------------------- | ----------------------- | ----------------------- | ----------------------- | ----------------------- | ----------------------- | ----------------------- | ----------------------- | ----------------------- |
| 历史最高温 °C（°F）     | 16 (61)                 | 19 (66)                 | 24 (75)                 | 30.5 (86.9)             | 33 (91)                 | 37.5 (99.5)             | 40 (104)                | 40 (104)                | 34 (93)                 | 30 (86)                 | 22.5 (72.5)             | 17 (63)                 | 40 (104)                |
| 平均高温 °C（°F）       | 7.1 (44.8)              | 8.1 (46.6)              | 12 (54)                 | 15.2 (59.4)             | 19.3 (66.7)             | 22.4 (72.3)             | 25 (77)                 | 24.7 (76.5)             | 20.9 (69.6)             | 16.2 (61.2)             | 10.6 (51.1)             | 7.4 (45.3)              | 15.7 (60.3)             |
| 日均气温 °C（°F）       | 4.6 (40.3)              | 5.1 (41.2)              | 8.3 (46.9)              | 10.9 (51.6)             | 14.8 (58.6)             | 17.8 (64.0)             | 20.2 (68.4)             | 19.9 (67.8)             | 16.5 (61.7)             | 12.6 (54.7)             | 7.9 (46.2)              | 5.1 (41.2)              | 12 (54)                 |
| 平均低温 °C（°F）       | 2.2 (36.0)              | 2.1 (35.8)              | 4.6 (40.3)              | 6.6 (43.9)              | 10.3 (50.5)             | 13.2 (55.8)             | 15.4 (59.7)             | 15 (59)                 | 12.1 (53.8)             | 9 (48)                  | 5.2 (41.4)              | 2.9 (37.2)              | 8.2 (46.8)              |
| 历史最低温 °C（°F）     | −17.7 (0.1)             | −12.5 (9.5)             | −8.5 (16.7)             | −2.7 (27.1)             | 1.5 (34.7)              | 4.8 (40.6)              | 8 (46)                  | 7 (45)                  | 4 (39)                  | −2 (28)                 | −7.5 (18.5)             | −9.2 (15.4)             | −17.7 (0.1)             |
| 平均降水量 mm（）       | 53.3 (2.10)             | 44.3 (1.74)             | 51.1 (2.01)             | 52.3 (2.06)             | 65.6 (2.58)             | 56.9 (2.24)             | 57.8 (2.28)             | 52.9 (2.08)             | 52.1 (2.05)             | 63.1 (2.48)             | 56.7 (2.23)             | 63.8 (2.51)             | 669.9 (26.37)           |
| 月均日照時數            | 62.5                    | 79.2                    | 128.9                   | 166                     | 193.8                   | 202.1                   | 212.2                   | 212.1                   | 167.9                   | 117.8                   | 67.7                    | 51.4                    | 1,661.6                 |
| 来源：infoclimat.fr     |                         |                         |                         |                         |                         |                         |                         |                         |                         |                         |                         |                         |                         |

## 行政区划
巴尼奥莱的市镇编号为93006，邮政编号为93170。
在行政管理方面，巴尼奥莱隶属于法国法兰西岛大区塞纳-圣但尼省博比尼区；在地方选举方面，巴尼奥莱是巴尼奥莱县的中央投票站所在地，其市镇范围全境被划入塞纳-圣但尼省第七选区；在社会管理方面，巴尼奥莱是大巴黎都会区以及东部集体土地管理局的组成部分。
巴尼奥莱市镇被划为七个街区，并实行街区自治制度。胶囊店（La Capsulerie）和高原-莱马拉西-拉努（Le Plateau - Les Malassis - La Noue）两个街区为城市政策优先街区。
法国国家统计与经济研究所（简称）在进行数据统计时，将巴尼奥莱及相邻的另外428个市镇设为巴黎城市核心区（2020年扩充至431个），并将包括核心区在内的周边共1,794个市镇划为巴黎城市区。自2020年起，巴黎城市区被包含1,949个市镇的巴黎城市辐射区代替。此外，还将巴尼奥莱市镇分为了16个“块区”（IRIS），以便于统计人口分布情况。

## 交通

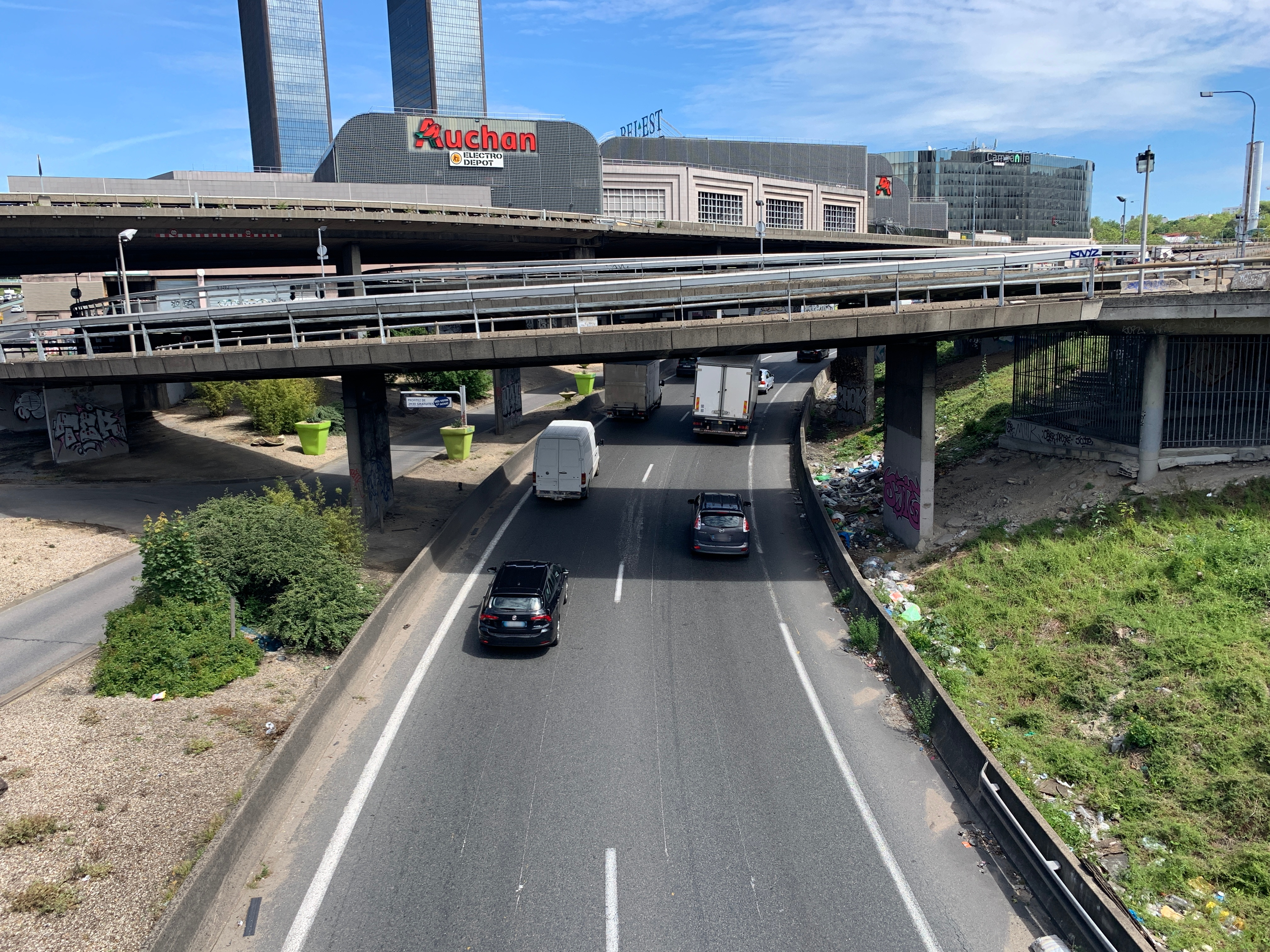
A3高速公路入口

### 公路
法国A3高速公路和多条塞纳-圣但尼省省道在巴尼奥莱境内交汇，位于巴黎和巴尼奥莱交界处的巴尼奥莱门立交桥为巴黎环城公路和A3高速公路的交汇点，是巴黎东部的一个重要公路节点。此外，巴尼奥莱境内的大部分道路已完成城市化改造，配有照明、排水、人行道等设施。
| 巴尼奥莱门立交桥 | 1 |

| 博比尼 | 6 |

| 蒙特勒伊 | 3 |

| 圣但尼 | 12 |

| 莱利拉 | 2 |

| 邦迪 | 10 |

| 塞纳河畔伊夫里 | 9 |

2019年，45.7%的巴尼奥莱家庭拥有至少一辆私人汽车。2019年，巴尼奥莱境内共发生各类交通事故73起，造成1人遇难，76人受伤，其中9人重伤。

### 铁路
巴尼奥莱市中心距离巴黎里昂车站、巴黎东站和巴黎北站的公路里程均在6至7公里之间。

### 航空
距离巴尼奥莱最近的民用航空站为巴黎戴高乐机场，距离巴尼奥莱市中心的公路里程约21公里。

### 城市公共交通
巴黎地铁3号线的东侧起点站加列尼站位于巴尼奥莱境内。此外巴黎公交76路、102路、115路、122路、221路、318路、351路、545路以及法兰西岛夜班车N16线、34线经过巴尼奥莱境内。
| 途经巴尼奥莱境内的主要公共交通线路 |        | |
| 类型                               | 运营商 | 线路 |
| 地铁                               | RATP   | ：加列尼 ↔ 巴尼奥莱门 ↔ 甘必大 ↔ 共和国 ↔ 歌剧院 ↔ 尚佩雷门 ↔ 勒瓦卢瓦桥-贝孔 |
| 公共汽车                           | RATP   | 76：沙特雷 ↔ 巴士底广场 ↔ 沙罗讷-伏尔泰 ↔ 比利牛斯-巴尼奥莱 ↔ 巴尼奥莱门 ↔ 加列尼 ↔ 健康中心 ↔ 巴尼奥莱市政府 ↔ 巴尼奥莱教堂 ↔ 庞坦街/吉拉尔多 ↔ 斯大林格勒 ↔ 巴尼奥莱-露易丝·米歇尔 102：甘必大 ↔ 巴尼奥莱门 ↔ 健康中心 ↔ 加列尼 ↔ 戴高乐将军 ↔ 索兰 ↔ 沙沃十字架 ↔ 蒙特勒伊市政府 ↔ 丹顿 ↔ 莱罗什街 ↔ 范德海登 ↔ 快铁罗尼佩里耶树林站 115：莱利拉门 ↔ 沙萨尼奥勒 ↔ 庞坦街 ↔ 吉拉尔多 ↔ 斯大林格勒 ↔ 夏尔·戴高乐 ↔ 蒙特勒伊市政府 ↔ 沙沃十字架 ↔ 快铁万塞讷站 ↔ 万塞讷城堡 122：加列尼 ↔ 健康中心 ↔ 巴尼奥莱市政府 ↔ 巴尼奥莱教堂 ↔ 夏尔·德莱斯克吕兹 ↔ 拉伯雷 ↔ 沙沃十字架 ↔ 蒙特勒伊市政府 ↔ 圣瑞斯特 ↔ 莱吕凡 ↔ 拉封丹 ↔ 快铁丰特奈谷站 221：加列尼 ↔ 北佩里耶树林 ↔ 维勒蒙布勒城堡 ↔ 讷伊街 ↔ 快铁加尼站 ↔ 快铁勒谢奈-加尼站 ↔ 埃米尔·科索诺 ↔ 古尔奈角 318：博比尼-庞坦雷蒙·凯诺 ↔ 罗曼维尔市政府 ↔ 卡尔诺 ↔ 核桃树 ↔ 弗洛阿勒 ↔ 巴尼奥莱公墓 ↔ 庞坦街/吉拉尔多 ↔ 巴尼奥莱市政厅 ↔ 邮局 ↔ 健康中心 ↔ 加列尼 ↔ 戴高乐将军 ↔ 罗伯斯庇尔 ↔ 屈维耶 ↔ 万塞讷快铁站-共和国 ↔ 万塞讷城堡 351：国民 ↔ 万塞讷门 ↔ 巴尼奥莱门 ↔ 邮局 ↔ 加列尼 ↔ 勒诺街 ↔ 四塔 ↔ 魁北克 ↔ 鲁瓦西公交站 545：努瓦西勒塞克 ↔ 萨朗格罗-奥弗雷 ↔ 圣马丁广场 ↔ 索塞-博克莱尔-多米斯 ↔ 费尔南·拉马兹 ↔ 奥斯赖 ↔ 巴尼奥莱-露易丝·米歇尔 |
| 公共汽车                           | (N)    | N16：勒瓦卢瓦桥 ↔ 巴黎圣拉扎尔站 ↔ 沙特莱站 ↔ 巴黎里昂车站 ↔ 巴尼奥莱门站 ↔ 加列尼站 ↔ 夏尔·戴高乐 ↔ 共和国-罗伯斯庇尔 ↔ 蒙特勒伊市政府站 N34：巴黎里昂车站 ↔ 巴尼奥莱门站 ↔ 加列尼站 ↔ 夏尔·戴高乐 ↔ 共和国-罗伯斯庇尔 ↔ 蒙特勒伊市政府站 ↔ 丰特奈谷站 ↔ 抵抗运动广场 ↔ 大努瓦西东山站 ↔ 托尔西市政厅 ↔ 托尔西站 |
| 1.                                 |        | |

## 政治

### 市政内阁

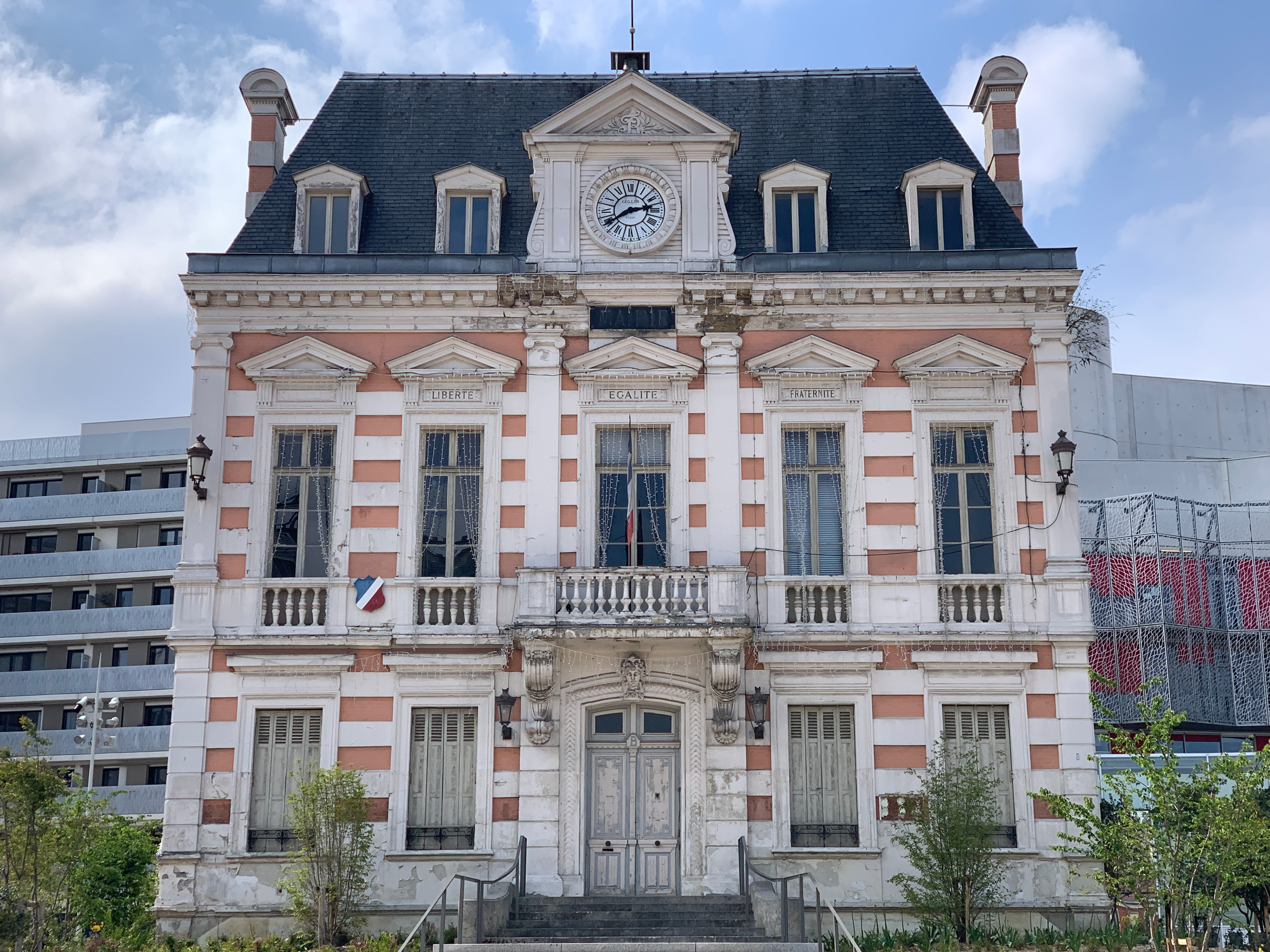
巴尼奥莱市政厅

巴尼奥莱的现任市长为托尼·迪马蒂诺先生（Tony DI MARTINO），他是社会党的一名成员，在2020年的市政选举中获得了55.53%的支持率。
| 巴尼奥莱历届市长 | 巴尼奥莱历届市长                      | 巴尼奥莱历届市长 |
| 任期             | 市长                                  | 党派             |
| ---------------- | ------------------------------------- | ---------------- |
| 1944年－1959年   | Paul COUDERT 保罗·库代尔              | PCF法国共产党    |
| 1959年－1986年   | Jacqueline CHONAVEL 雅克利娜·肖纳韦尔 | PCF法国共产党    |
| 1986年－2001年   | Daniel MONGEAU 达尼埃尔·蒙若          | PCF法国共产党    |
| 2001年－2014年   | Marc EVERBECQ 马克·埃韦尔贝克         | PCF法国共产党    |
| 2014年－         | Tony DI MARTINO 托尼·迪马蒂诺         | PS社会党         |

### 各级选举
| 巴尼奥莱历届投票选举结果 | 巴尼奥莱历届投票选举结果 | 巴尼奥莱历届投票选举结果 | 巴尼奥莱历届投票选举结果 | 巴尼奥莱历届投票选举结果      | 巴尼奥莱历届投票选举结果 | 巴尼奥莱历届投票选举结果 | 巴尼奥莱历届投票选举结果 | 巴尼奥莱历届投票选举结果 | 巴尼奥莱历届投票选举结果 |
| 选举项目                 | 选举范围                 | 选区单位                 | 选区单位内的选举结果     | 选区单位内的选举结果          | 选区单位内的选举结果     | 选区单位内的选举结果     | 选区单位内的选举结果     | 选区单位内的选举结果     | 参考资料                 |
| 选举项目                 | 选举范围                 | 选区单位                 | 第一轮胜出者             | 第一轮胜出者                  | 支持率                   | 第二轮胜出者             | 第二轮胜出者             | 支持率                   | 参考资料                 |
| ------------------------ | ------------------------ | ------------------------ | ------------------------ | ----------------------------- | ------------------------ | ------------------------ | ------------------------ | ------------------------ | ------------------------ |
| 2017年法國總統選舉       | 法國                     | 市镇                     |                          | 让-吕克·梅朗雄                | 40.23%                   |                          | 埃马纽埃尔·马克龙        | 83.45%                   | [ 28 ]                   |
| 2017年法国立法选举       | 塞纳-圣但尼省第七选区    | 市镇                     |                          | 哈利马·梅努吉                 | 24.99%                   |                          | 亚历克西·科比埃尔        | 57.05%                   | [ 28 ]                   |
| 2019年欧洲议会选举       | 法國                     | 市镇                     |                          | 亚尼克·雅多                   | 19.98%                   | （不适用）               | （不适用）               | （不适用）               | [ 30 ]                   |
| 2021年法国省级选举       | 塞纳-圣但尼省            | 县                       |                          | 埃罗迪·吉拉尔代 达尼埃尔·吉罗 | 41.71%                   | （不适用）               | （不适用）               | （不适用）               | [ 31 ]                   |
| 2021年法国省级选举       | 塞纳-圣但尼省            | 市镇                     |                          | 埃罗迪·吉拉尔代 达尼埃尔·吉罗 | 51%                      | （不适用）               | （不适用）               | （不适用）               | [ 31 ]                   |
| 2021年法国大区选举       | 法蘭西島大區             | 市镇                     |                          | 克莱芒蒂娜·奥坦               | 28.47%                   |                          | 朱利安·巴尤              | 63.03%                   | [ 32 ]                   |
| 2022年法国总统选举       | 法國                     | 市镇                     |                          | 让-吕克·梅朗雄                | 54.36%                   |                          | 埃马纽埃尔·马克龙        | 79.94%                   | [ 28 ]                   |
| 2022年法国立法选举       | 塞纳-圣但尼省第七选区    | 市镇                     |                          | 亚历克西·科比埃尔             | 61.52%                   | （不适用）               | （不适用）               | （不适用）               | [ 28 ]                   |

## 人口
2019年，巴尼奥莱市镇人口数量为36,060，在法国排名第214位。其中男性17,526人，女性18,534人，75岁及以上人口占4.9%，外籍人口数量为8,815人，人口密度为14,031人/平方公里，当地居民被称为（男性）或（女性）。2020年，巴尼奥莱境内出生577人，死亡人口297人。
| 巴尼奥莱1901年－2019年人口变化情况 |
|                                    |
| 数据来源：Cassini、INSEE           |

## 经济

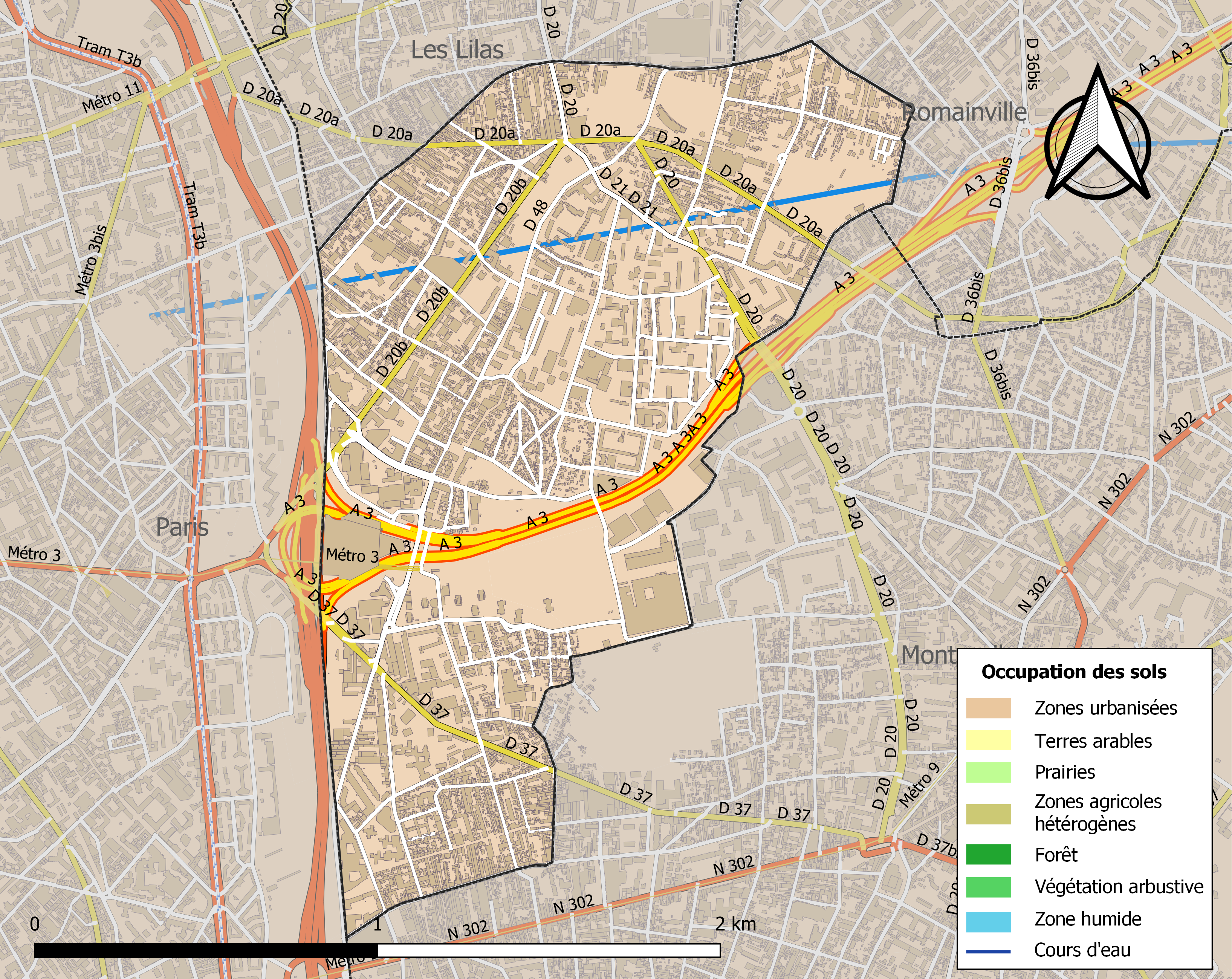
巴尼奥莱土地利用情况地图

巴尼奥莱是巴黎东部的一个近郊卫星城。截止2022年10月，巴尼奥莱市镇范围内共有各类用人单位（包含自雇）8,310家，平均历史为11年，其中99.79%为中小型企业（PME），2022年8月至10月间，当地的经济活力指数为0.45%。（木质建材销售）、（医疗）及（医疗器械）是当地2021年营业额最高的三个企业，分别为26,911,182欧元、23,610,211欧元和20,535,519欧元。

## 财政与居民收入
2020年，巴尼奥莱的财政收入总额为84,419,000欧元，财政支出总额为81,894,600欧元，当年的债务总额为145,091,000欧元。2021年，巴尼奥莱市镇共获得5,134,736欧元的国家财政补助，比上一年减少了0.87%。
2020年，巴尼奥莱的人均月收入总额为2,301欧元，其中高级职员为3,776欧元，低于法国平均水平（4,230欧元）；中级职员为2,408欧元，低于法国平均水平（2,411欧元）；普通职员为1,758欧元，高于法国平均水平（1,740欧元）。
2019年，巴尼奥莱境内的青壮年（15至64岁）失业率为16.1%，当地42.9%的家庭拥有纳税资格，平均纳税3,277欧元，低于法国平均水平（3,910欧元）。

## 社会事务

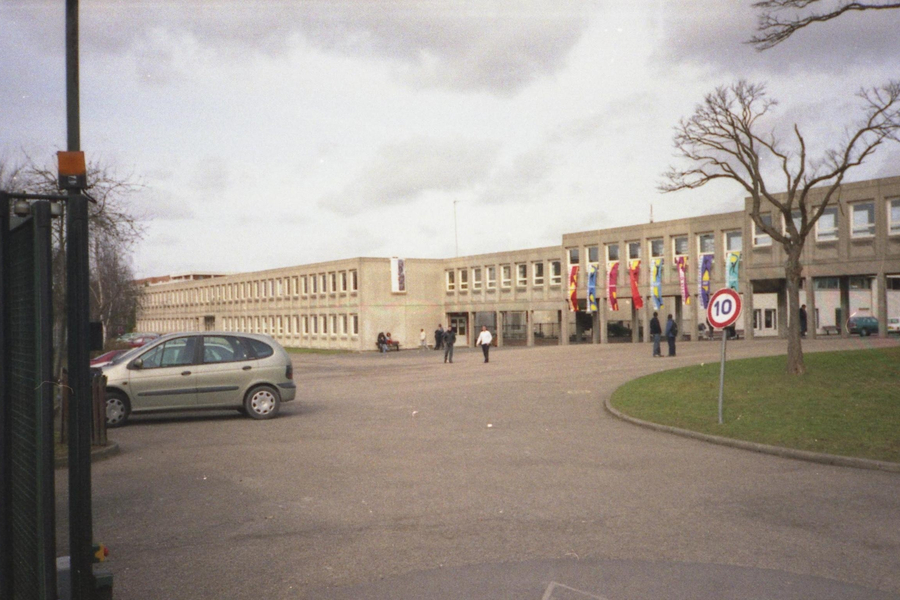
巴尼奥莱的一所高级中学

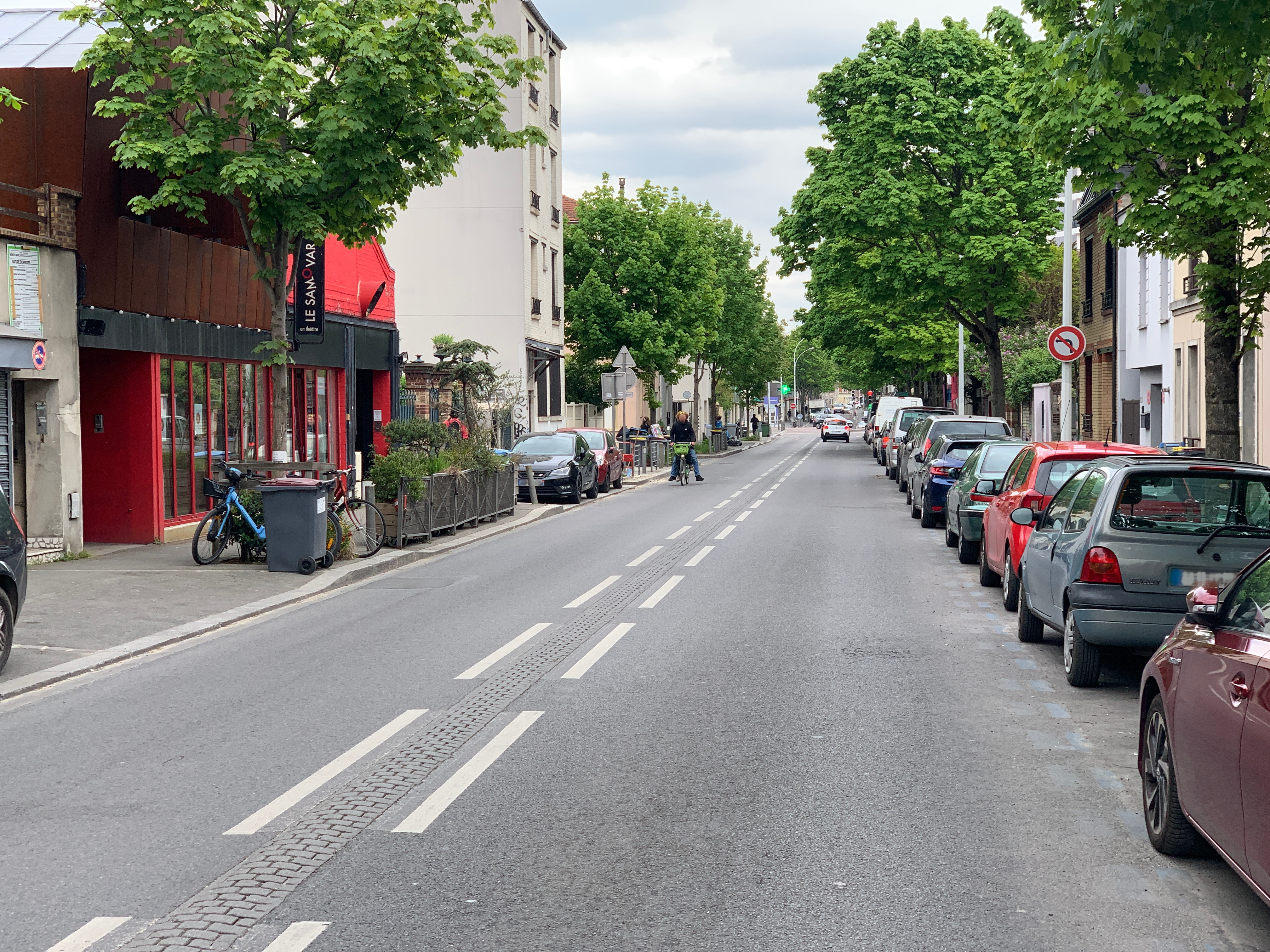
巴尼奥莱镇中心的巴斯德大街

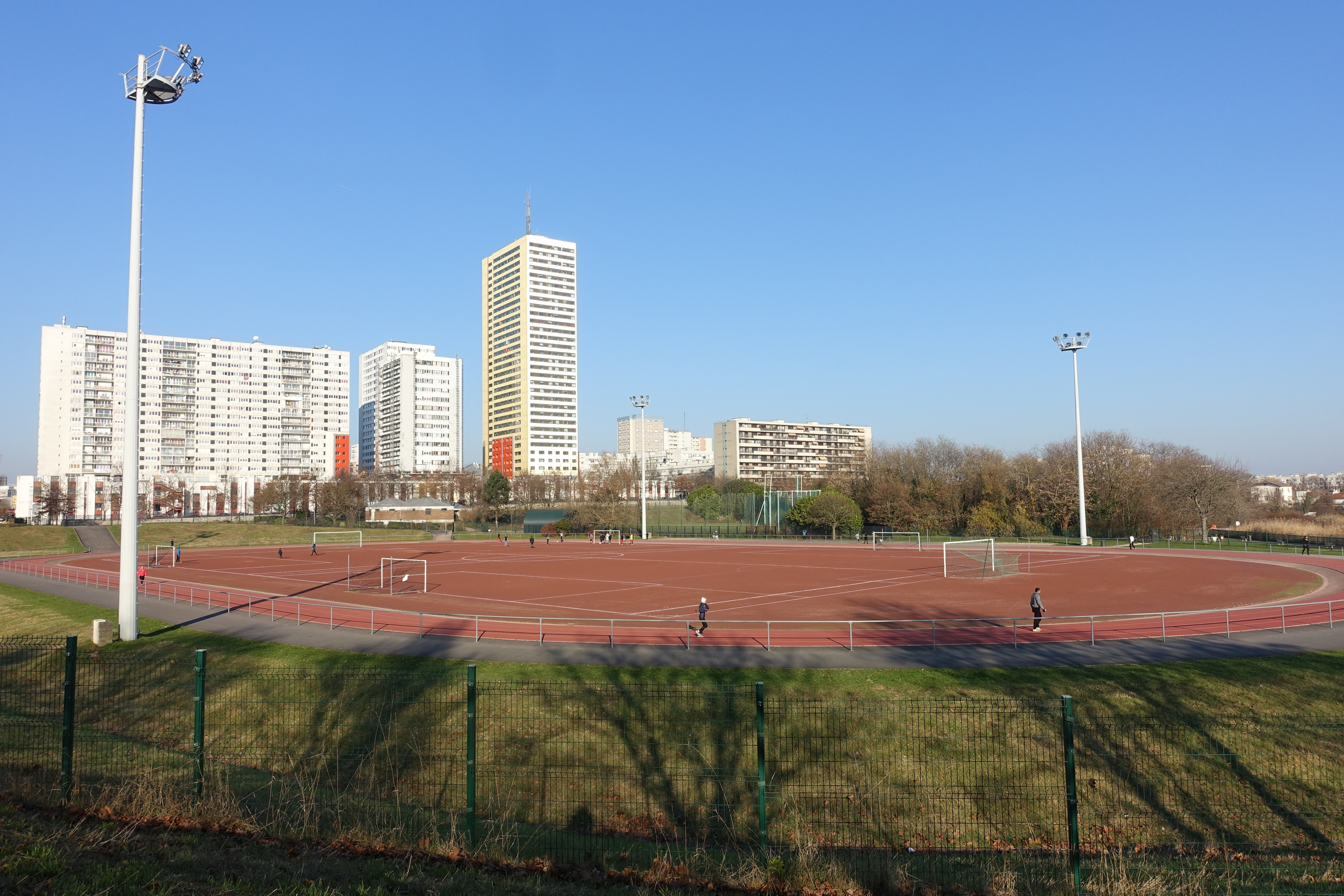
莱吉朗球场及附近的街区

### 教育
巴尼奥莱属于克雷泰伊学区。截止2021年1月1日，巴尼奥莱境内共有10所幼儿园、10所小学、3所初级中学和2所普通高中。2018至2019学年度，巴尼奥莱境内共有在校中等教育阶段学生3,065名。

### 医疗
截止2021年1月1日，巴尼奥莱境内共有全科医生19名、保健师30名、牙医5名、护士20名、耳科医生2名、眼科医生4名、助产士5名、儿科医生1名和妇科医生3名。境内共有药房11家、养老院1家。
拉迪诊疗中心（Clinique de la Dhuys）位于巴尼奥莱市区，是一家私立医疗机构。
距离巴尼奥莱最近的区域性医疗机构为特农医院，后者是巴黎公立医院联盟的成员，其主病区位于巴黎二十区，距离巴尼奥莱市区的正常车程在10分钟以内，该院设有床位559个，是当地规模最大的公立综合性医院。

### 住房
2019年，巴尼奥莱境内共有各类住房16,525套，其中13.2%为独立式居民区，85.8%为集中式居民区。常住房屋占巴尼奥莱市镇范围内居民建筑总量的90.7%。
在住房保障政策方面，2021年，巴尼奥莱境内共有5,387户家庭获得了住房经济补助，受益人数占总人口数量的14.9%，其中5,257份为房租补助。

### 商业
2021年，巴尼奥莱境内共有各类实体商铺839家，其中餐厅121家、大型超市5家、杂货店19家、面包房22家、肉铺7家、书店7家、装饰品店1家、银行门店9家、美容美发店18家、汽车维修店35家。巴尼奥莱门附近的美丽东商业中心（Centre Commercial Bel Est）是一个集中式商业街区，其核心为一家欧尚大型超市。

### 体育
2021年，巴尼奥莱境内共有1家游泳池、7间体育馆、3座综合体育场、3处网球场、3处足球或橄榄球场以及2处篮球或排球场。
截至2022年10月，巴尼奥莱境内共有两家注册足球俱乐部。巴尼奥莱竞技体育俱乐部（Atletico de Bagnolet 93，编号560861）是当地的代表性足球队，成立于2021年，其主队2022至2023赛季参加法兰西岛大区足球联赛乙组（法国第七级别），其主场为莱里贡德球场（Stade des Rigondes）。

### 环境
巴尼奥莱的环境事务由其所属的东部集体土地管理局联合各级政府协调负责。2021年，巴尼奥莱境内共有1家污染企业。

### 治安
巴尼奥莱及其附近的共4个市镇是莱利拉警区（zone police de Les Lilas）的管辖范围。2020年，该警区累计记录各类案件7,384起，其中盗窃类案件4,382起，经济类案件552起，毒品交易类案件613起。

## 文化
2021年，巴尼奥莱境内共有3家剧场、1家电影院和1家音乐厅。巴尼奥莱市政府提供多媒体中心，每周二、三、五、六向公众开放。

### 建筑
巴尼奥莱境内有多处历史建筑，其中包括圣勒-圣吉勒教堂为法国国家文物保护单位，建于1977年的梅尔屈里亚勒塔高达122米，是当地的地标性建筑物。

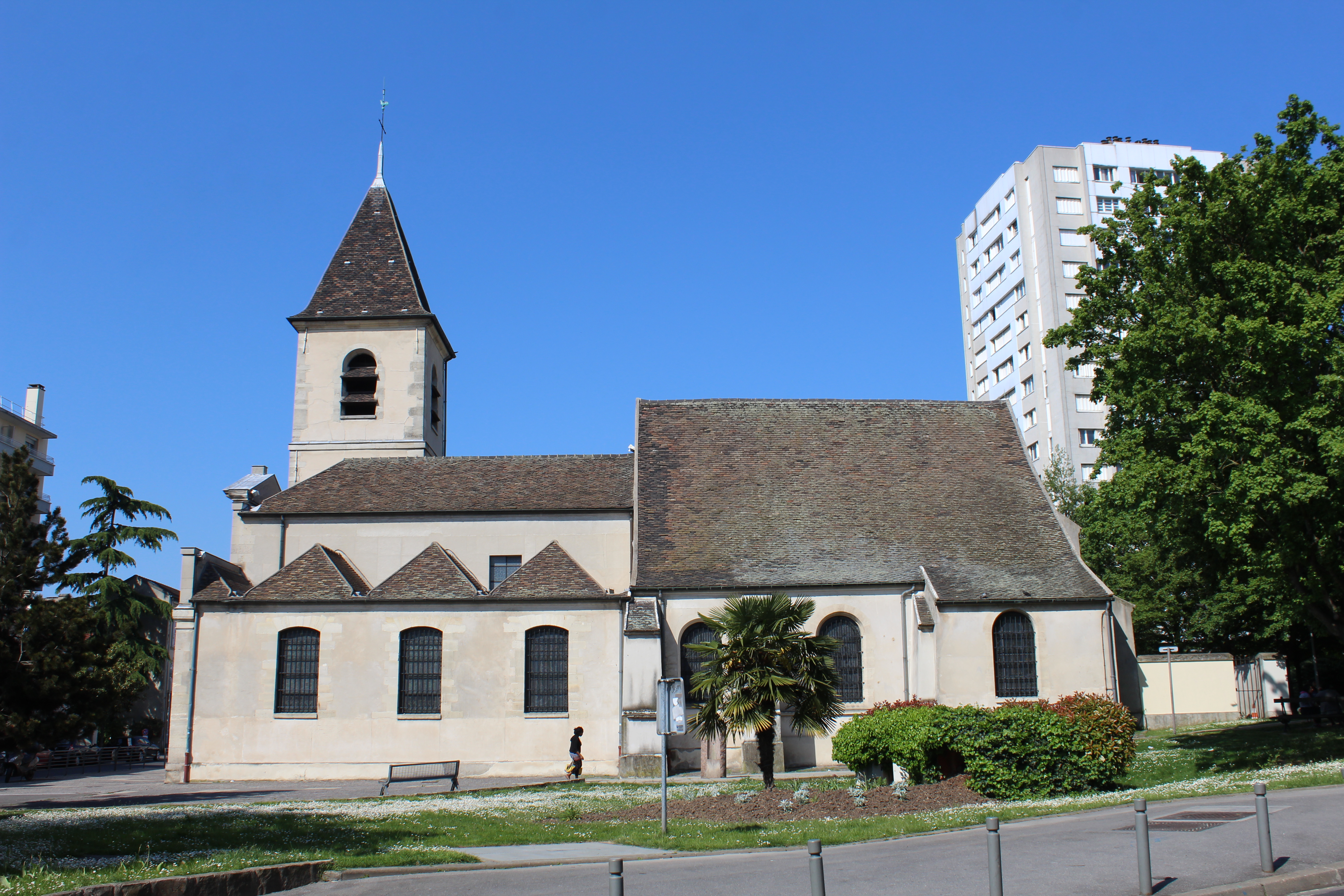
圣勒-圣吉勒教堂（法语：Église Saint-Leu-Saint-Gilles de Bagnolet）
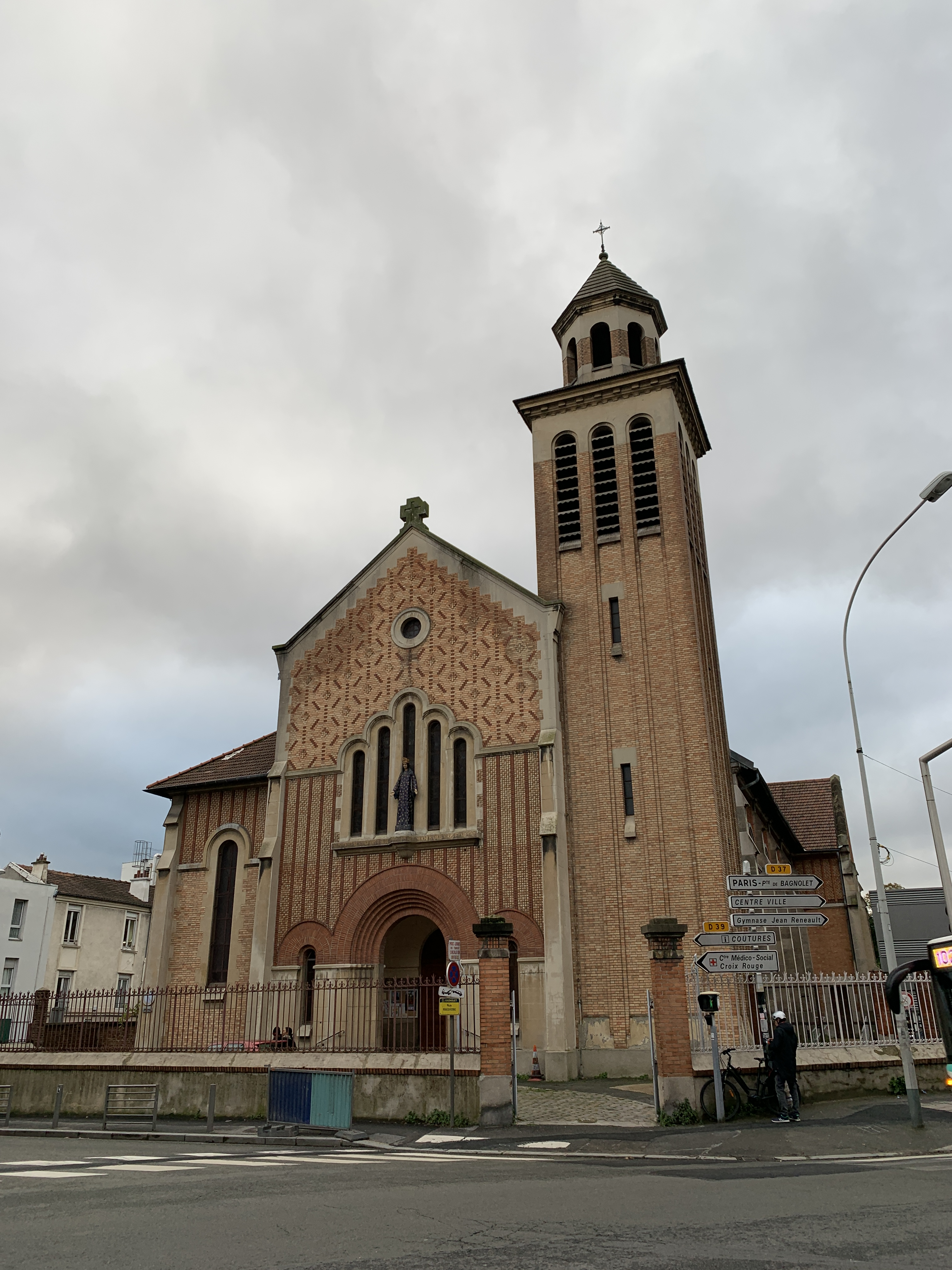
蓬曼圣母教堂（法语：Église Notre-Dame-de-Pontmain de Bagnolet）
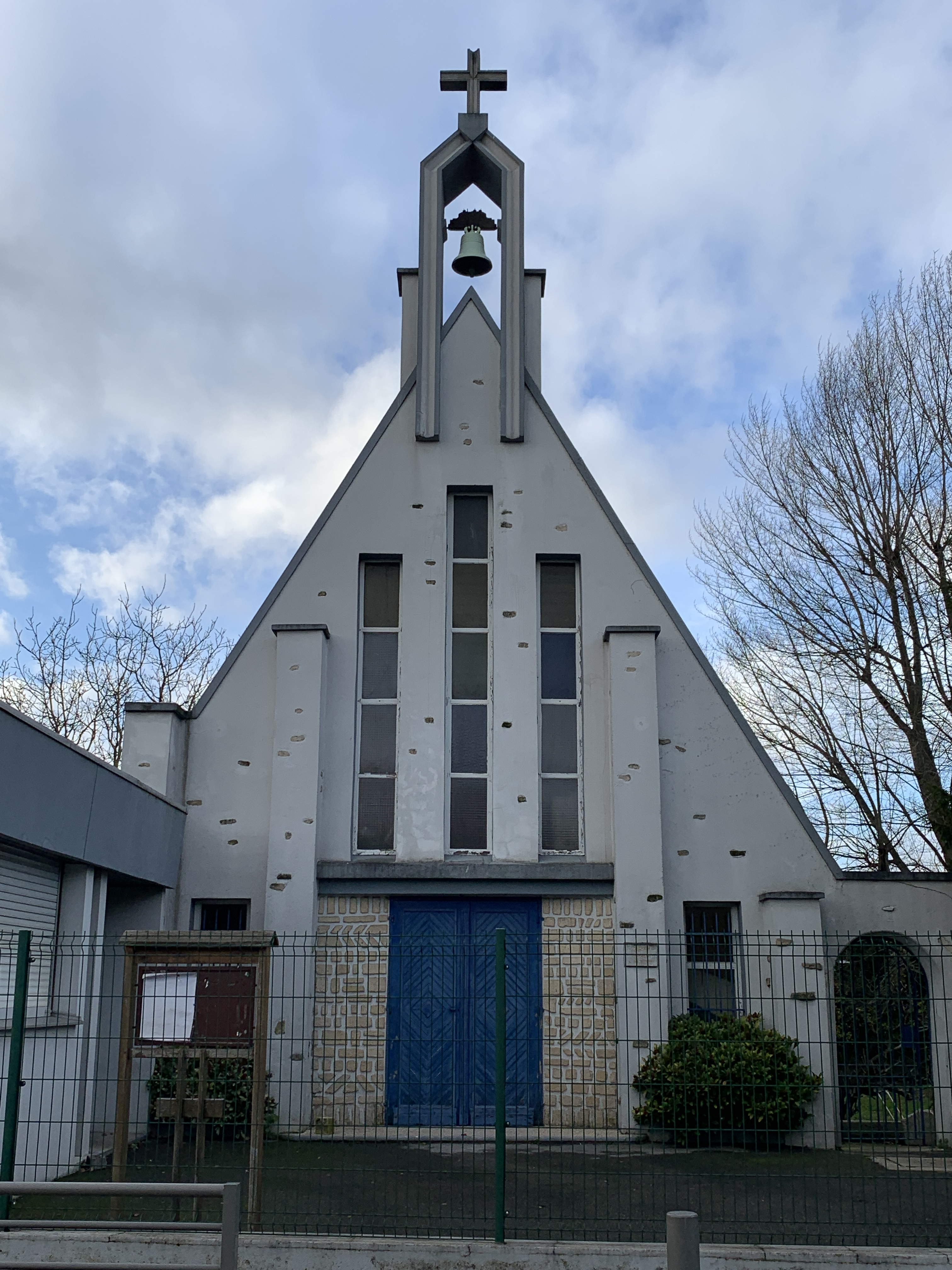
圣雅各小教堂（法语：Chapelle Saint-Jacques de Bagnolet）
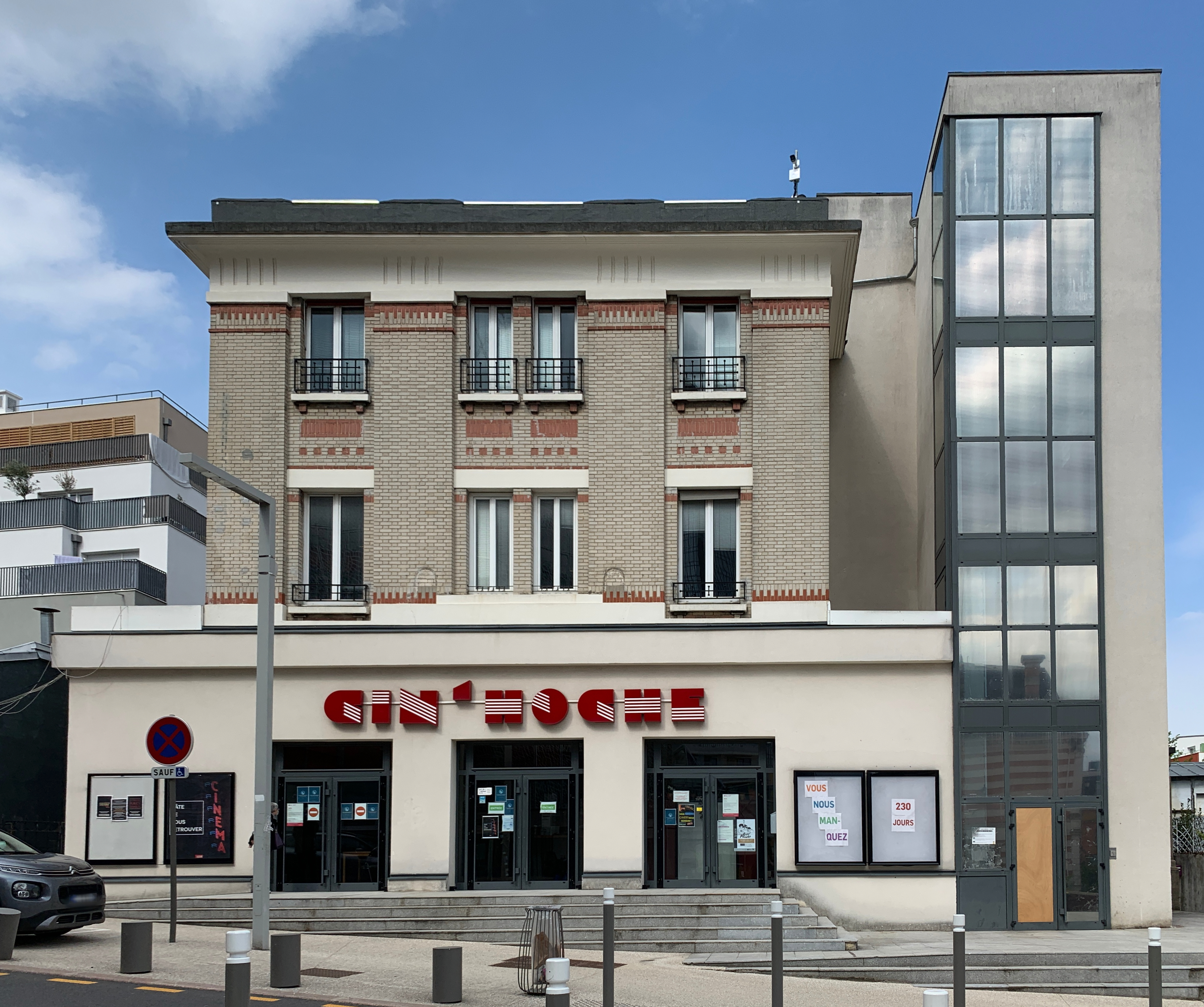
一家便民超市
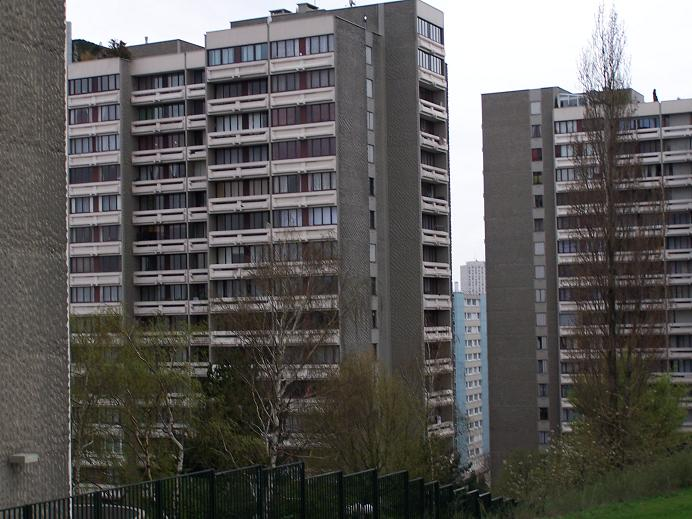
集中式居民公寓
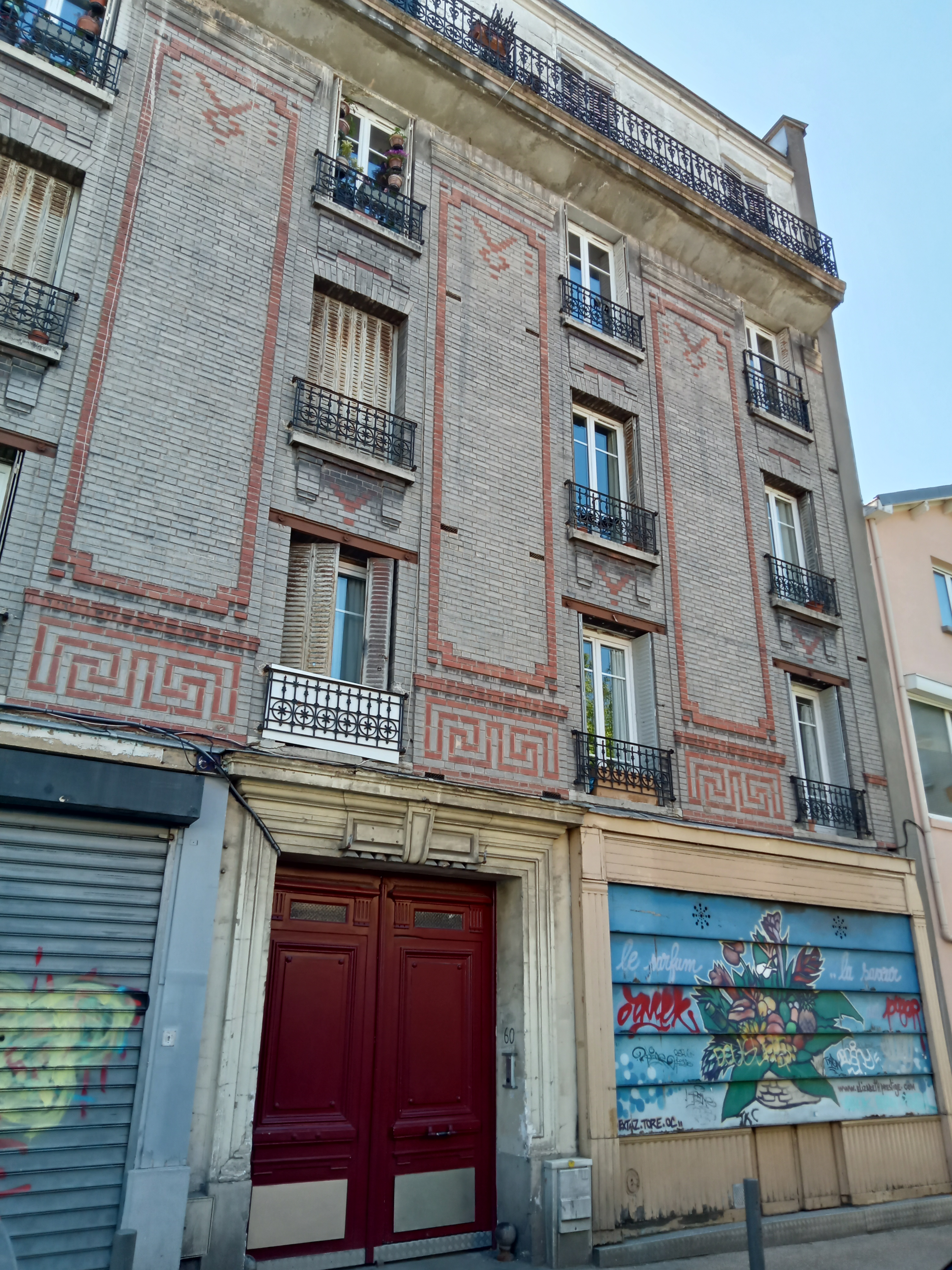
传统公寓楼
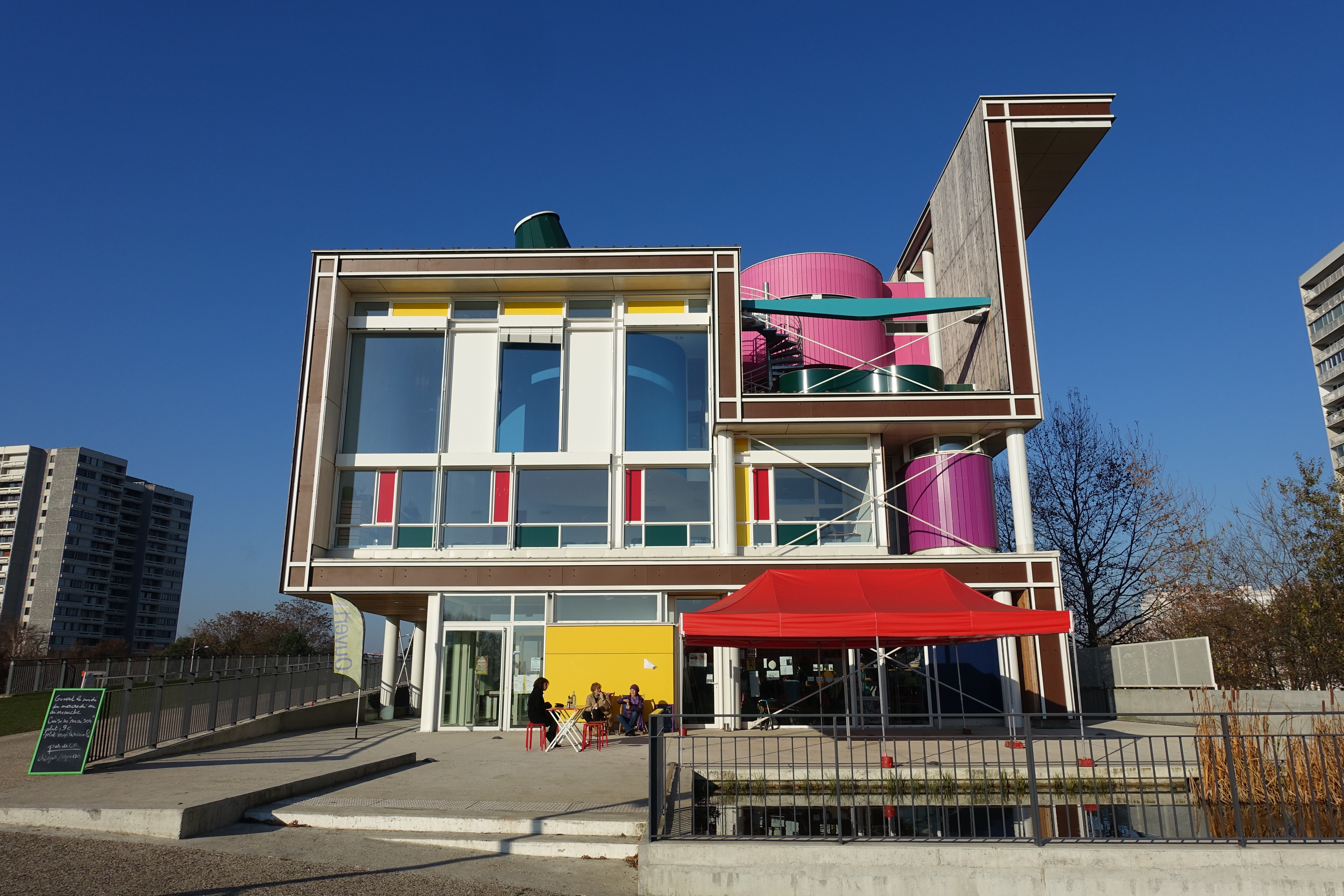
让·穆兰公园内的艺术楼

### 旅游
巴尼奥莱的旅游事务由其所属的东部集体土地管理局负责。2022年，巴尼奥莱境内共有7家酒店共计1,797间房间。

### 媒体
法国主要的媒体均可在巴尼奥莱接收，法国电视三台下属的法兰西岛大区频道在部分时段播出巴尼奥莱所属的塞纳-圣但尼省的地方新闻。《巴黎人报》、蓝色法兰西巴黎广播、BFM电视台法兰西岛频道等是当地主要的地方性媒体。

## 相关人物
法国画家安托万·法夫赖、篮球运动员雅克·佩里耶、足球运动员西尔万·迪斯坦和演员爱德华·科兰出生于巴尼奥莱。

## 友好城市
截至2022年10月，巴尼奥莱共与五座城市互为友好城市关系：
- 德国 奥拉宁堡
- 義大利 塞斯托-菲奥伦蒂诺
- 黎巴嫩 夏蒂拉（阿拉伯语：مخيم شاتيلا）
- 马萨拉
- 阿尔及利亚 阿克布